# Franck Passi
Franck Passi (nacido el 28 de marzo de 1966 en Bergerac, Dordoña, Aquitania, Francia) es un exfutbolista y entrenador francés. Jugaba de centrocampista y su primer club fue el Montpellier HSC. Actualmente es asistente técnico de Laurent Blanc en el Al-Ittihad Jeddah Club de la Liga Profesional Saudí.

## Carrera

### Como jugador
Comenzó su carrera en 1983, jugando para el Montpellier HSC. Estuvo en ese club hasta 1986. En ese mismo año, pasó al Olympique de Marsella, equipo con el que se mantuvo ligado hasta 1988. Posteriormente, se incorporó a las filas del Toulouse FC, donde permanecería hasta el año 1990, cuando se fue al Toulon, en el que se mantuvo hasta 1993. Aquel año fichó por el AS Mónaco, pero tras un solo año, se fue a España, integrándose en la SD Compostela, donde jugó cinco temporadas consecutivas (1994-1999). En ese año, se fue a Inglaterra, donde formó parte del Bolton Wanderers. Se retiró de la práctica del fútbol en el año 2001.
Fue internacional con la Selección de fútbol de Francia sub-21.

### Como entrenador
SD Compostela
Tras su retirada como jugador, se convirtió en técnico. Comenzó siendo asistente en el SD Compostela en 2004, dirigiendo al equipo en un partido. 
AS Cannes
Posteriormente, trabajó en el cuerpo técnico del AS Cannes. 
Olympique de Marsella
De ahí recaló en el Olympique de Marsella, donde realizó tareas de ojeador y entrenador del equipo reserva.
En julio de 2012, se convirtió en asistente de Élie Baup, nuevo entrenador del Olympique de Marsella tras la marcha de Didier Deschamps, cargo que continuaría desempeñando en los años siguientes.
En agosto de 2015, tras la dimisión de Marcelo Bielsa, fue nombrado entrenador interino del equipo marsellés. Sólo dirigió al OM en un partido, que perdió 1-0 ante el Stade de Reims, antes de ser relevado por Míchel González y regresar a sus funciones de adjunto. No obstante, en abril de 2016, Míchel González fue despedido y Passi volvió a hacerse cargo del equipo, logrando el objetivo de la permanencia en la Ligue 1 y perdiendo la final de la Copa de Francia.
Tras estos resultados, Passi fue confirmado al frente del equipo francés para la próxima temporada y continuó en el banquillo hasta que, en octubre de 2016, el club fue vendido a Frank McCourt. El nuevo propietario decidió que Rudi García tomara el relevo de Passi, que dejó al OM en decimosegunda posición de la Ligue 1, con 12 puntos en 9 partidos.
Lille OSC
El 14 de febrero de 2017, se convirtió en el nuevo técnico del Lille OSC. Passi logró el objetivo de la permanencia a tres jornadas para el final de la Ligue 1, tras imponerse a domicilio contra el Montpellier (0-3). Unos días después, Passi confirmó que iba a abandonar el club al término de la temporada, rechazando pues la posibilidad de volver a trabajar como ayudante de Marcelo Bielsa, ya que el francés prefería ejercer como primer entrenador.
AS Mónaco
El 20 de diciembre de 2018, fue contratado por el AS Mónaco en calidad de asistente de Thierry Henry. Tras poco más de un mes, el 24 de enero de 2019, el club decidió suspender de sus funciones al entrenador francés y confiar el equipo a Passi. Dirigió al Mónaco en un partido (derrota por 2 a 0 contra el Dijon) y Leonardo Jardim tomó su testigo.
Chamois Niortais
En enero de 2020, se incorporó al Chamois Niortais de la Ligue 2. 5 meses después, en junio, anunció su marcha del club.
Al-Rayyan SC
En diciembre de 2020, se convirtió en el nuevo entrenador adjunto de Laurent Blanc en el Al-Rayyan SC de la Qatar Stars League.
Olympique de Lyon
En octubre de 2022, acompañó a Laurent Blanc en su nueva aventura al frente del Olympique de Lyon, siendo nuevamente su entrenador asistente.

## Familiares
Es hermano del también futbolista francés Gérald Passi.

## Clubes

### Como jugador
| Club                  | País       | Año       | Partidos | Goles |
| --------------------- | ---------- | --------- | -------- | ----- |
| Montpellier HSC       | Francia    | 1983-1986 | 87       | 1     |
| Olympique de Marsella | Francia    | 1986-1988 | 61       | 3     |
| Toulouse FC           | Francia    | 1988-1990 | 74       | 2     |
| Toulon                | Francia    | 1990-1993 | 84       | 3     |
| AS Mónaco             | Francia    | 1993-1994 | 19       | 0     |
| SD Compostela         | España     | 1994-1999 | 179      | 6     |
| Bolton Wanderers      | Inglaterra | 1999-2001 | 38       | 0     |

### Como entrenador
| Club                             | País           | Año       | P  | PG | PE | PP | % v.   |
| -------------------------------- | -------------- | --------- | -- | -- | -- | -- | ------ |
| SD Compostela                    | España         | 2004      | 1  | 0  | 0  | 1  | 0%     |
| Olympique de Marsella (filial)   | Francia        | 2010-2012 |    |    |    |    |        |
| Olympique de Marsella (interino) | Francia        | 2015      | 1  | 0  | 0  | 1  | 0%     |
| Olympique de Marsella            | Francia        | 2016      | 15 | 6  | 5  | 4  | 51.11% |
| Lille OSC                        | Francia        | 2017      | 15 | 7  | 2  | 6  | 51.11% |
| AS Mónaco (interino)             | Francia        | 2019      | 1  | 0  | 0  | 1  | 0%     |
| Chamois Niortais                 | Francia        | 2020      | 8  | 2  | 3  | 3  | 37.5%  |
| Al-Rayyan SC (adjunto)           | Catar          | 2021-2022 | 0  | 0  | 0  | 0  | 0%     |
| Olympique de Lyon (adjunto)      | Francia        | 2022-2023 | 0  | 0  | 0  | 0  | 0%     |
| Al-Ittihad Jeddah Club (adjunto) | Arabia Saudita | 2024-     | 0  | 0  | 0  | 0  | 0%     |
| Total                            | Total          | Total     | 41 | 15 | 10 | 16 | 44.72% |